# کاپوشچیاکی
کاپوشچیاکی (به لهستانی:  Kapuściaki) یک روستا در لهستان است که در گمینا موکوبوده واقع شده‌است.